# Dicranomyia pererratica
Dicranomyia pererratica är en tvåvingeart som först beskrevs av Alexander 1973.  Dicranomyia pererratica ingår i släktet Dicranomyia och familjen småharkrankar. Inga underarter finns listade i Catalogue of Life.